# Celin Bizet Ildhusøy
Celin Bizet Ildhusøy (Frogner, Sørum; 24 de octubre de 2001) es una futbolista noruega. Juega como delantera en el Manchester United de la FA Women's Super League de Inglaterra y en la selección de Noruega.

## Trayectoria
Bizet hizo su debut profesional para el Skedsmo en la tercera división noruega en 2016. Antes de la temporada 2017 se unió al Vålerenga, debutando en la Toppserien contra el Avaldsnes en abril de 2017. Marcó su primer gol en mayo de 2018 contra Grand Bodø. En 2019 tuvo un breve paso por el SF Grei en calidad de préstamo. Con Vålerenga fue subcampeona de la copa nacional en 2017 y 2019, tras lo cual conquistó el doblete en 2020.
Después de una buena temporada en 2020, hubo varias especulaciones sobre una transferencia al extranjero, pero la noruega firmó un nuevo contrato con el Vålerenga en enero de 2021. También fue convocada a entrenar con la  selección de Noruega en el otoño de 2020.
En julio de 2021, Bizet fichó por el Paris Saint-Germain en la máxima categoría del fútbol francés.
El 10 de agosto de 2022, el PSG traspasó a Bizet al Tottenham Hotspur donde firmó contrato hasta 2025.

## Selección nacional
Bizet defendió la camiseta de su selección en las categorías sub-16, sub-17, sub-19, sub-23 antes de representar a la selección absoluta de Noruega.
Se estrenó con la selección mayor en noviembre de 2021 en un encuentro contra Armenia marcando también su primer gol. Tuvo un impresionante promedio de goles en la selección nacional con 4 tantos en 322 minutos divididos en sus primeros 5 partidos internacionales.
En julio de 2022, fue convocada para disputar la Eurocopa Femenina 2022.

## Vida personal
Bizet es hija de un exfutbolista noruego, Kjell Gunnar Ildhusøy y de madre cubana.

## Estadísticas

### Clubes
| Club                | País       | Año             |
| ------------------- | ---------- | --------------- |
| Skedsmo             | Noruega    | 2016            |
| Vålerenga           | Noruega    | 2017 - 2021     |
| SF Grei (cedida)    | Noruega    | 2019            |
| Paris Saint-Germain | Francia    | 2021 - 2022     |
| Tottenham Hotspur   | Inglaterra | 2022 - presente |

## Palmarés

### Títulos nacionales
| Título                   | Club                | País    | Año     |
| ------------------------ | ------------------- | ------- | ------- |
| Toppserien               | Vålerenga           | Noruega | 2020    |
| Copa de Noruega Femenina | Vålerenga           | Noruega | 2020    |
| Copa Femenina de Francia | Paris Saint-Germain | Francia | 2021-22 |